# Сильвестр (Крайский)
Митрополит Сильвестр (в миру Симеон Крайский; ум. 5 июня 1712, Смоленск) — епископ Русской православной церкви, митрополит Смоленский и Дорогобужский.

## Биография
Происходил из Малороссии. Обучался в Киевской духовной академии, когда в ней не было высших классов (после разорения академии в 1655—1657 годах).
В 1665 году уезжал в Западную Европу для продолжения образования и окончил там Римскую духовную академию.
По возвращении на родину занял место учителя в Киевской духовной академии.
Митрополит Сильвестр принадлежал к числу учёнейших людей своего времени, знал несколько древних языков и итальянский. Любил заниматься математическими, астрономическими и естественными науками.
В 1701 году вызван в Московскую духовную академию для преобразования её по образцу Киевской.
С 1704 года — ректор Московской духовной академии и настоятель Заиконоспасского монастыря в сане архимандрита.
11 марта 1705 года хиротонисан во епископа Холмогорского и Важеского. В том же году 18 сентября возведен в сан архиепископа.
С сентября 1707 года — митрополит Смоленский и Дорогобужский.
В 1709 году митрополитом Сильвестром переведена с итальянского языка «Краткая Космография», вероятно, для Смоленских училищ. Уделял много внимания храмозданию. Чистая и святая его жизнь служит примером и для последующих поколений.
Наряду со святителями Смоленскими Сильвестром I, Дорофеем и Симеоном, чтится местным населением как поборник Православия. У его гроба совершаются панихиды.
Скончался 5 июня 1712 года в Смоленске. Погребен в особой усыпальнице в Троицком Смоленском монастыре.
После смерти Варнавы осталась большая библиотека — 734 книги и редкое собрание икон — 185 образов.